# Herman Ljunggren
Johan Ture Herman Andreas Ljunggren, född 22 augusti 1886 i Skövde, död 6 juli 1969 i Djursholm, var en svensk företagsledare.
Ljunggren avlade studentexamen i Göteborg, studerade därefter i Göteborg och Lund och anställdes av Svenska AB Siemens & Halske 1913, först med placering vid byggnadsbyrån i Kiruna, där han medverkade vid Malmbanan. Efter praktik hos Siemens-Schuckertwerke i Berlin blev han kontorschef i Stockholm 1917, prokurist 1918, direktör 1928 och var verkställande direktör från 1945 till pensioneringen 1954. Han var därefter styrelseledamot.